# Skövde Saints BSK
Skövde Saints är en baseboll- och softbollklubb i Skövde. Klubben har varit framgångsrik på både herr- och damsidan. 
På herrsidan har föreningen deltagit i seriespel 1998–2001, 2003–2005, 2018 med SM-silver 1999 som främsta resultat. Klubben har även tagit två silvermedaljer i Svenska Cupen 2000/2001 och 2003/2004. 
Efter SM-silvret 1999 kvalificerade sig Skövde Saints för att spela CEB-cupen 2000 som avgjordes i Nettuno, Italien. Laget kom då på femte plats.
På damsidan har Skövde Saints vunnit åtta SM-guld  (2006-2012, 2015, 2018). Laget gjorde debut i Europacuperna med en andraplats i Cupvinnarcupens B-pool 2005, och gjorde därefter sju raka framträdanden i Europacupen 2007-2013, 2018-2019.  Europacupperna ställdes in under pandemiåret 2020. Säsongen 2021 skall laget återigen ut i Europa för spel i EPCW.
Klubben grundades 11 november 1988 som Västergötlands första basebollklubb då ett gäng killar från Södra Ryd samlade ihop utrustning efter ha sett sporten på kabel-tv. Basen för klubben var då Eriksdalskolans grusplan. Hemvisten för föreningen är numera Saints Park på Lillegårdens Sportfält, i anslutning till Billingehovs Ishall.